# Дубровка (57559000216, Пермский край)
Дубровка — деревня в Юрлинском муниципальном округе Пермского края на реке Дубровка, в 20 км от села Юрла. До 2019 года входила в состав Юрлинского сельского поселения.

## История
Деревня известна с 1722 года как деревня Дуброва. По карте лесохозяйственного описания Чердынского уезда в 1848 года деревня также показана существующей.
В 1886 году в деревне находилось земское училище, мельница-мутовка. Несколько хозяйств занимались изготовлением дубильного материала для скорняжного производства (из коры ивы). Жители деревни получали средства к существованию от земледелия. Подсобными заработками являлись заготовка леса на сплав.

## Население
| 1869 | 1909 | 1926 | 1958 | 1979 | 1998 | 2010 |
| ---- | ---- | ---- | ---- | ---- | ---- | ---- |
| 293  | 168  | 189  | 191  | 333  | 311  | 190  |

## Экономика
Основные экономические отрасли: лесное хозяйство, розничная торговля.

## Здравоохранение
Медицинскую помощь населению оказывает муниципальное учреждение здравоохранения «Юрлинская районная центральная больница».

## Образование
Дубровская основная общеобразовательная школа, детский сад. Дубровское училище существует с 11 февраля 1897 года

## Культура
Сельский клуб.

## Транспорт и связь
Через Дубровку проходит дорога Юрла — Дубровка с гравийным покрытием.
В Дубровке присутствуют услуги стационарной телефонной связи.